# Cadillac Man
Cadillac Man ist eine US-amerikanische Filmkomödie aus dem Jahr 1990.

## Handlung
Joey O’Brien ist ein skrupelloser Autoverkäufer, der selbst vor dem Versuch, Witwen bei der Beerdigung ihres Mannes ein Auto zu verkaufen, nicht zurückschreckt. Er arbeitet im Autohaus Turgeon, welches neben einigen Umstrukturierungsmaßnahmen nach über 35 Jahren umzieht. Daher findet am Sonntag ein Abverkauf statt, bei dem Joey mindestens zwölf Fahrzeuge verkaufen muss, um nicht seinen Job zu verlieren. Das käme ihm gerade jetzt äußerst ungelegen, denn er ist mit 20.000 US-Dollar bei dem skrupellosen Mafioso Frankie verschuldet, will seiner anspruchsvollen Geliebten Joy Munchack Luxus bieten und schafft es kaum, den Unterhalt für seine Exfrau Tina und die gemeinsame Tochter Lisa, geschweige denn deren College-Ausbildung zu bezahlen. Die einzigen Personen, die ihm aktuell keine Sorgen bereiten, sind seine Mutter und seine zweite Geliebte, die angehende Modedesignerin Lila.
Joey hofft nur noch, dass der Verkaufssonntag reibungslos über die Bühne geht. Mit dem Spruch, dass er selbst „Legende, Liebhaber, Verkäufer“ sei, beginnt Joey einen erfolgreichen Tag. Doch schon bald stellen sich die ersten Probleme ein. Joy erscheint mit ihrem Ehemann Harry. Joey erfährt von Tina, dass Lisa verschwunden ist und er muss teilweise bis zu drei Kunden gleichzeitig bedienen. Und als wäre das noch nicht schlimm genug, stürmt plötzlich der Mechaniker Larry mit seinem Motorrad, Sprengstoff und einer Kalaschnikow das Autohaus, wo er alle Anwesenden als Geiseln nimmt. Er will endlich herausfinden, mit wem seine Ehefrau Donna an ihrem Arbeitsplatz schläft. Es ist Jackie, Joeys Boss, der schnell versucht, sich aus dem Staub zu machen. Larry ist aber so aufgebracht, dass er wild um sich schießt und niemanden flüchten lässt. Er wird allerdings von Joey überrascht, der zum Schein zugibt, dass er der einzige sei, der mit Donna schläft, und alle anderen doch gehen könnten, bevor die Polizei erscheint.
Doch diese ist schnell da und umstellt das Gebäude. Joey erkennt, wie gestresst und verwirrt Larry ist, und schaltet sich als Vermittler ein. Aber dadurch erscheint er im Fernsehen, und seine beiden Geliebten Joy und Lila sowie seine Exfrau Tina erfahren voneinander. Während der angespannten Lage freunden sich Joey und Larry an. Daher nutzt Joey die Gunst der Stunde und setzt sein ganzes psychologisches Talent ein, das ihm als Autoverkäufer zu eigen ist. Er kann Larry dazu überreden, nach und nach alle Geiseln freizulassen, um sich anschließend zu ergeben und später auf Unzurechnungsfähigkeit plädieren zu können. Auch würde er ihm den besten Anwalt besorgen. Larry stimmt dem widerwillig zu, entlädt sogar die Kalaschnikow, stellt aber die Bedingung, entgegen Joeys Rat nicht die Waffe niederzulegen, weil er wenigstens nach außen hin als Mann aufgeben möchte und nicht als Waschlappen. Larry verlässt also mit Joey als Geisel das Autohaus, wird aber draußen nach wenigen Metern nervös und kurz, bevor er sich stellen will, von einem Polizeischarfschützen, der ihn noch immer für einen gefährlichen Geiselnehmer hält, angeschossen. Er wird anschließend in ein Krankenhaus gebracht; seine Frau Donna, die ihn immer noch liebt, begleitet ihn.  Da sich unter den unversehrten Geiseln auch der Sohn von Frankie befindet, erlässt der dankbare Mafioso Joeys Schulden. So ist dieser plötzlich aller finanziellen Sorgen ledig, darf seinen Job behalten und wird als Held des Tages gefeiert. Joey ruft Larry noch nach, dass er ihn, wie versprochen, nicht im Stich lassen wird. Nun gilt sein ganzes Interesse aber nur noch seiner Exfrau Tina, in der Hoffnung, bei ihr eine zweite Chance zu bekommen. Tina stellt sie ihm in Aussicht, und Joey fährt glücklich in den Feierabend, aber nicht ohne den Versuch, dem Geiselverhandlungsführer der Polizei, dem er eine Visitenkarte in die Hand drückt, ein Auto verkaufen zu wollen.

## Kritik
„Cadillac Man ist mittelmäßig amüsant.“

„Eine furios inszenierte Komödie mit glänzend agierenden Hauptdarstellern; das teilweise atemberaubende Tempo wird durch klug gewählte Nebenschauplätze noch forciert.“

## Veröffentlichung
Der Film startete am 28. Mai 1990 in den US-Kinos und konnte dabei 27,6 Mio. US-Dollar einspielen. In Deutschland startete er am 20. September 1990 und konnte 113.403 Kinobesucher verzeichnen. Ab dem 9. April 1991 war er auf VHS erhältlich.